# Etoile Haïtienne
L'Etoile Haïtienne és un club haitià de futbol de la ciutat de Port-au-Prince.
Va ser fundat l'any 1936. L'any 2003 descendí a tercera divisió 3.

## Palmarès
- Coupe Vincent: [5]
  - 1937

- Campionat de Port-au-Prince de futbol: [5]
  - 1942-43, 1944, 1961